# 四十九駅
四十九駅（しじゅくえき）は、三重県伊賀市四十九町にある、伊賀鉄道伊賀線の駅である。副駅名はイオンタウン伊賀上野前（イオンタウンいがうえのまえ）。
伊賀市街の南の玄関にあたる。なお、隣の桑町駅も同じ四十九町にある。

## 歴史
開設当時は伊賀鉄道（旧）の駅として開業し、社名変更・会社合併・路線譲渡・戦時合併を経て近畿日本鉄道の駅となった。しかし、第二次世界大戦中の1945年（昭和20年）に営業を休止。24年後の1969年（昭和44年）に廃止した。なお、当時の駅名は「しじゅうく」と呼んでいた。それから42年後の2014年（平成26年）に、四十九町自治会が伊賀鉄道への新駅設置を求めた請願を提出。伊賀市議会で採択され、旧駅の300メートル北にあるイオンタウン伊賀上野の裏に、新駅が建設された。2017年（平成29年）7月に着工。総工費約2億4,600万円をかけて建設した新駅は、2018年（平成30年）3月17日に伊賀鉄道（新）の駅として再開業した。

### 年表
旧・四十九駅
- 1922年（大正11年）7月18日：伊賀鉄道（旧）上野町駅（現・上野市駅） - 名張駅（後の西名張駅）間延伸時に四十九駅（しじゅうくえき）として開業。
- 1926年（大正15年）12月19日：社名変更により伊賀電気鉄道の駅となる。
- 1929年（昭和4年）3月31日：会社合併により大阪電気軌道伊賀線の駅となる。
- 1931年（昭和6年）9月26日：路線譲渡により参宮急行電鉄の駅となる。
- 1941年（昭和16年）3月15日：大阪電気軌道が参宮急行電鉄を合併、新発足した関西急行鉄道の駅となる。
- 1944年（昭和19年）6月1日：戦時合併により関西急行鉄道が近畿日本鉄道に改組。同社の駅となる。
- 1945年（昭和20年）6月1日：鍵屋辻駅・広小路駅・市部駅・上林駅・伊賀神戸駅 - 西名張駅間と共に休止。
- 1969年（昭和44年）5月15日：旧・四十九駅が鍵屋辻駅と共に廃止。

新・四十九駅
- 2015年（平成27年）12月：伊賀市が伊賀鉄道伊賀線新駅整備基本設置概要を発表[5]。
- 2017年（平成29年）10月3日：駅名を四十九駅（しじゅくえき）に決定。
- 2018年（平成30年）3月17日：旧駅から北へ300メートルの地点に再開業[4]。
- 2019年（令和元年）6月25日：副駅名が「イオンタウン伊賀上野前」となり、除幕式が行われる[6][7][8]。

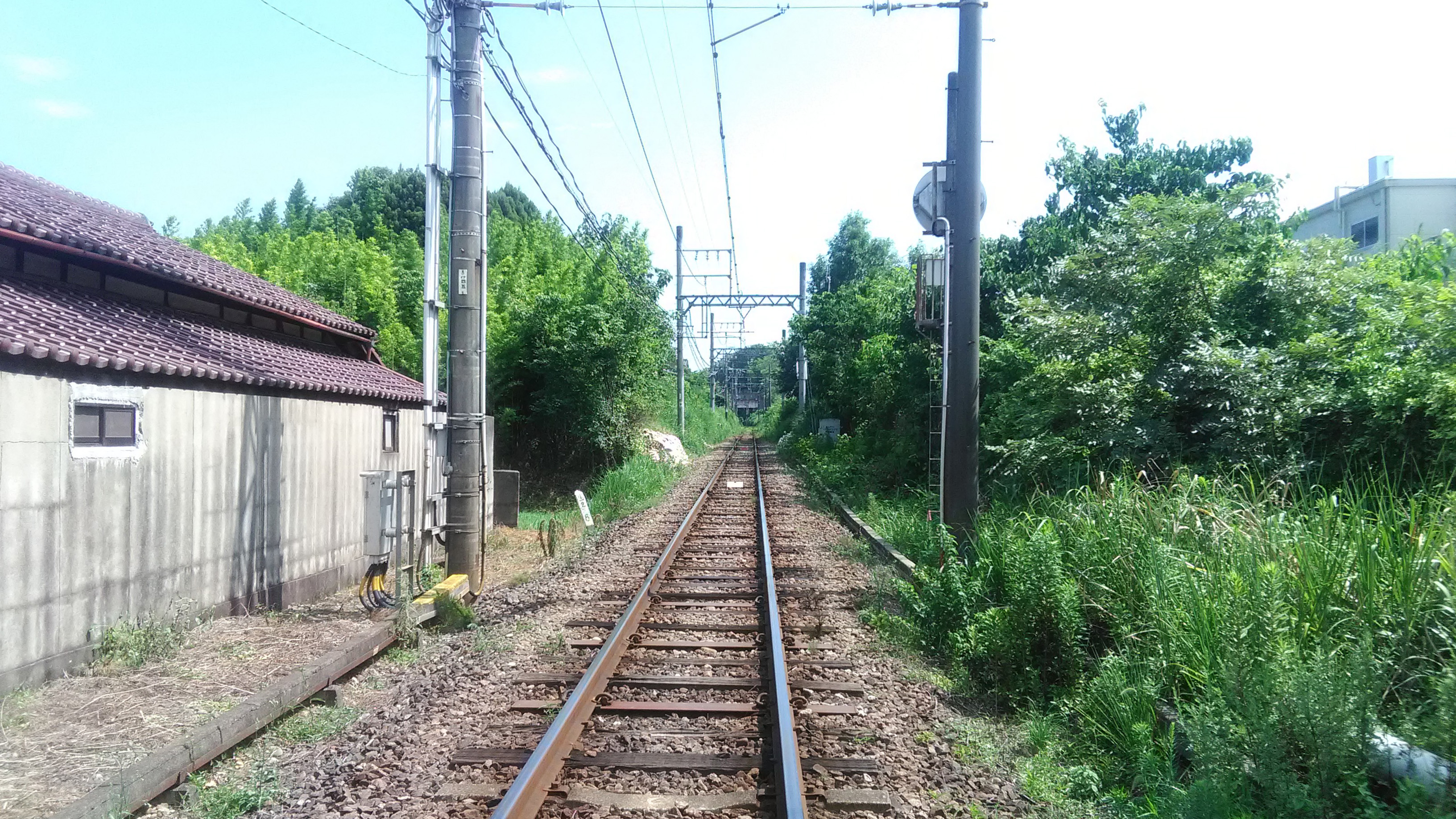
着工前の新・四十九駅予定地（2017年8月）
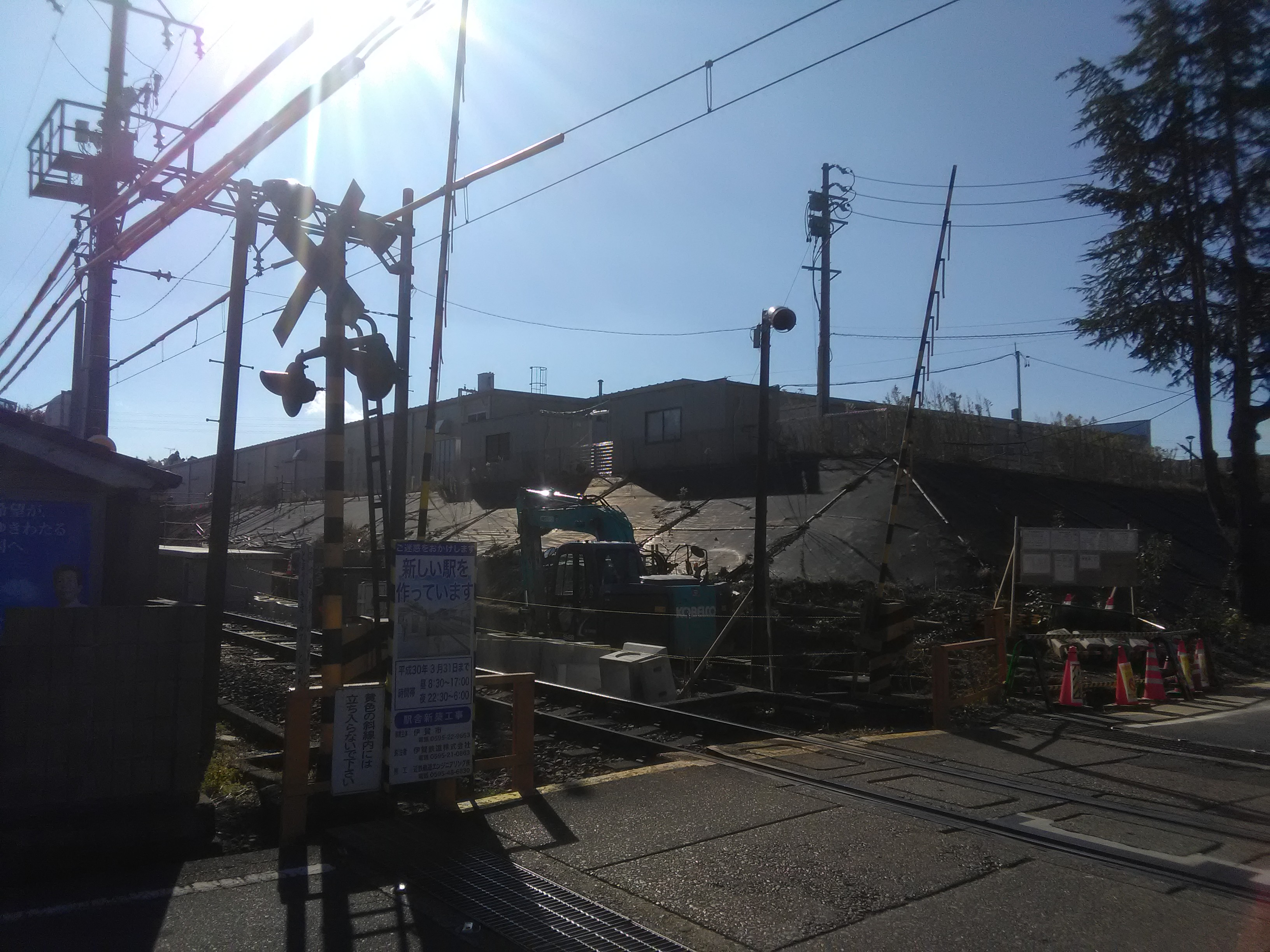
工事中の新・四十九駅予定地（2017年12月）

## 駅構造
単式ホーム1面1線を持つ地上駅で、勾配の途中にあるため標準よりプラットホームを10メートル長い約47メートルとし、自動列車停止装置 (ATS) を設置するなどの対策が行われた。なお、当駅は駅北東側の踏切付近から長さ約34メートルのスロープを線路と並行して歩くとホームに上がれるバリアフリー構造となっている。

## 利用状況
2019年1月から業務を始める伊賀市役所新庁舎の最寄り駅で、市は1日当たりの利用者を営業初年で片道150人、新庁舎開庁後は同200人と見込んでいる。
「三重県統計書」によると、1日の平均乗車人員は以下の通りである。なお、2017年度の実営業日数は15日である。
| 年度   | 一日平均 乗車人員 |
| ------ | ----------------- |
| 2017年 | 38                |
| 2018年 | 49                |
| 2019年 | 87                |

### 当駅乗降人員
近年における当駅の1日乗降人員の調査結果は、以下の通りとなっている。
- 2021年11月9日：219人（乗車：107人、降車：112人）[11]
- 2018年11月13日：165人（乗車：81人、降車：84人）[12]

## 駅周辺
駅西側にショッピングセンターがあり、それに沿って国道422号（青山街道）が通る。国道から南西へ進むと総合病院に至る。駅東側には弁柄を製造する工場があり、近隣に公共職業安定所（ハローワーク）がある。東へ抜けると伊賀市役所や三重県伊賀庁舎に至る。
西側
- 国道422号（青山街道）
- イオンタウン伊賀上野
- 三重県伊賀警察署
- 上野市民病院
- 中日新聞社伊賀支局

東側
- 伊賀市役所
- 三重県伊賀庁舎
- ハローワーク伊賀
- ゆめぽりす伊賀
- 関東電化ファインテック

## バス路線
駅付近に停留所が点在する。ここでは「四十九駅」・「イオンタウン伊賀上野」・「本郷口」の各停留所を紹介する。
四十九駅
- 上野コミュニティバス（にんまる）
  - 内回り循環
    - 東コース：上野市駅 行

  - 外回り循環
    - 東コース：上野市駅 行

イオンタウン伊賀上野
- 上野コミュニティバス（にんまる）
  - 内回り循環
    - 西コース：上野市駅 行

  - 外回り循環
    - 西コース：上野市駅 行

本郷口
- 三重交通
  - 諏訪・予野線
    - 32系統：諏訪下出 行、上野市駅 行、治田西口 行
- 上野コミュニティバス（にんまる）
  - 内回り循環
    - 西コース：上野市駅 行

  - 外回り循環
    - 西コース：上野市駅 行

## 隣の駅
伊賀鉄道
■伊賀線
桑町駅 - 四十九駅 - 猪田道駅